# Langenschiltach
Langenschiltach ist ein Stadtteil von St. Georgen im Schwarzwald im Schwarzwald-Baar-Kreis in Baden-Württemberg.

## Wappen
Blasonierung: „In Silber auf grünem Schildfuß ein schwarzer Pflug.“

## Geographie
Langenschiltach liegt auf der Wasserscheide Rhein-Donau sowie im Quellgebiet der Schiltach.

## Geschichte
Im Jahr 1086 wurde erstmals erwähnt, dass Teile von Langenschiltach besiedelt worden waren. Über 200 Jahre später, im Jahr 1303, tauchte der Name in der Schilta auf. Die ersten bekannten Besitzer in Langenschiltach kamen aus Hornberg. Als diese starben, ging dieser Teil an das Kloster Sankt Georgen im Schwarzwald. Der größte Teil Langenschiltachs jedoch wurde von den Grafen von Fürstenberg in Anspruch genommen. Im Jahr 1368 gehörte fast ganz Langenschiltach, aufgrund von Vererbungen, der Familie Tunningen aus Villingen. Erst nach und nach gehörten immer mehr Teile Langenschiltachs zum Kloster in St. Georgen. Im Jahr 1760 wurde Langenschiltach durch eine Poststation auf der Strecke Straßburg–Schaffhausen der Thurn- und Taxisschen Post zu einem damals bedeutenden Ort. Bereits mit dem Bau der Schwarzwaldbahn verlor diese Poststraße an Bedeutung. Mit dem Grenzvertrag zwischen Württemberg und Baden kam Langenschiltach 1810 zum Großherzogtum Baden. Seit 1924 gehörte Langenschiltach zum Landkreis Villingen, welcher am 1. Januar 1973 aufgelöst und in den zeitgleich neugebildeten Schwarzwald-Baar-Kreis überführt wurde. Am 1. Juli 1973 wurde Langenschiltach in die Stadt Sankt Georgen im Schwarzwald eingemeindet.
Die Landwirtschaft spielt noch immer eine große Rolle. Heutzutage versucht man auch mit dem Angebot „Ferien auf dem Bauernhof“ eine weitere Einkommensquelle zu erschließen. Vor allem für Großstädter ist dieser Ort ein beliebtes Erholungsziel.

## Verwaltung
In Langenschiltach gibt es die Ortsteile Erlenmoos, Vogte, Föhrenbächle, Gründle, Holops, Prechtberg, Kaltenbronn, Hutneck und den Schachenbronn, von dem aber ein Teil zur Nachbargemeinde Tennenbronn gehört. Des Weiteren sind im Laufe der letzten vier Jahrzehnte zwei Neubaugebiete entstanden, in denen die meisten Langenschiltacher leben.